# Tiếng Nanai
Tiếng Nanai (còn gọi là Gold hoặc Hezhen) là ngôn ngữ của người Nanai ở Siberia, và một thiểu số ở tỉnh Hắc Long Giang, Trung Quốc, nơi được gọi là Hezhe.
Có khoảng 1.400 người nói tiếng trong số 17.000 người Nanai, nhưng hầu hết (đặc biệt là thế hệ trẻ) thông thạo tiếng Nga hoặc tiếng Trung Quốc, và chủ yếu là sử dụng một trong những ngôn ngữ này để giao tiếp.